# Mario Alberto Blanco
Mario Alberto Blanco ( 1972 - ) es un botánico costarricense, especialista en la familia de las orquídeas, que ha identificado y clasificado al menos 187 nuevas especies y variedades de esa taxa. Obtuvo su PhD en Biología en el "Museo de Historia natural de Florida, de la Universidad de Florida. En 2010, pertenece al personal académico de dicha casa de altos estudios.
- La abreviatura «M.A.Blanco» se emplea para indicar a Mario Alberto Blanco como autoridad en la descripción y clasificación científica de los vegetales.[3]